# Gaditusa coxalis
Gaditusa coxalis – gatunek kosarza z podrzędu Laniatores i rodziny Podoctidae. Jedyny znany przedstawiciel monotypowego rodzaju Gaditusa.

## Występowanie
Gatunek endemiczny dla Borneo.